# خانلار
روستای خانلار یکی از روستاهای تابعه بخش بزینه‌رود، شهرستان خدابنده و استان زنجان می‌باشد که در ۱۳۵ کیلومتری جنوب زنجان واقع شده‌است. فاصله این روستا تا مرکز شهرستان (قیدار) ۵۰ کیلومتر و تا مرکز بخش (زرین‌رود) ۱۰ کیلومتر است.

## تاریخچه
همانند بسیاری از مکانهای دیگر خانلار نیز تاریخ روشنی ندارد ولی آن چیزی که از گفته‌های بزرگان و نیز سنگ قبرهای موجود در قبرستان برمی آید این است که زندگی در این روستا در سده‌های اول هجری جریان داشته‌است. مهمترین اثر تاریخی این روستا قلعه سیدجعفر (معروف به قالا) است که به نوعی مکان مقدسی نیز برای اهالی به‌شمار می‌رود. از قدمت این قلعه اطلاعات زیادی در دست نیست ولی به گفته بزرگان ده قدمت آن بیش از سیصد سال می‌باشد. ناگفته نماند که متأسفانه در سالهای اخیر این مکان  تخریب شده و تبدیل به زمین کشاورزی شده‌است. همان‌طور که می‌دانید امروزه اینگونه مسائل در کشور ما عادی به‌شمار می‌روند و چه بسا آثار تاریخی بسیار مهمتری مورد بی‌توجهی مسئولین قرار می‌گیرند و چه دردناک است که تاریخ یک ملت دستمایه بازیچه افراد سودجو بگردد.

## جمعیت
روستای خانلار بنا بر سرشماری ۱۳۹۵، متشکل از ۵۰ خانوار و دارای ۲۳۰ نفر جمعیت است که همگی به زبان ترکی (آذربایجانی) تکلم می‌کنند. شغل عمده ساکنان آن کشاورزی می‌باشد که در کنار آن به دامداری نیز می‌پردازند. زنان و کودکان نیز دوش به دوش مردان در کارهای کشاورزی فعالیت می‌کنند. ناگفته نماند قالیبافی نیز در این روستا رواج دارد.

## اقتصاد
گندم، جو و صیفی جات از مهمترین محصولات کشاورزی این روستا می‌باشد. البته علی‌رغم اینکه کشت گندم و جو در این روستا عمدتاً به صورت دیم است ولی با وجود این خانلار یکی از قطب‌های تولید گندم شهرستان به‌شمار می‌رود.
نبود لوله‌کشی و عدم دسترسی اهالی به آب آشامیدنی و عدم اجرای طرح هادی در این روستا از مهمترین مشکلات ساکنین خانلار به‌شمار می‌روند که خود این مشکلات منجر به مهاجرت بی‌رویه اهالی از روستا به شهر می‌شود.